# رئوس مطالب فرانسه
|             |  |                 |
| پرچم فرانسه |  | نشان ملی فرانسه |

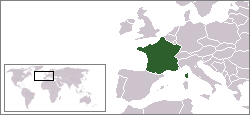
موقعیت کشور فرانسه در اروپا

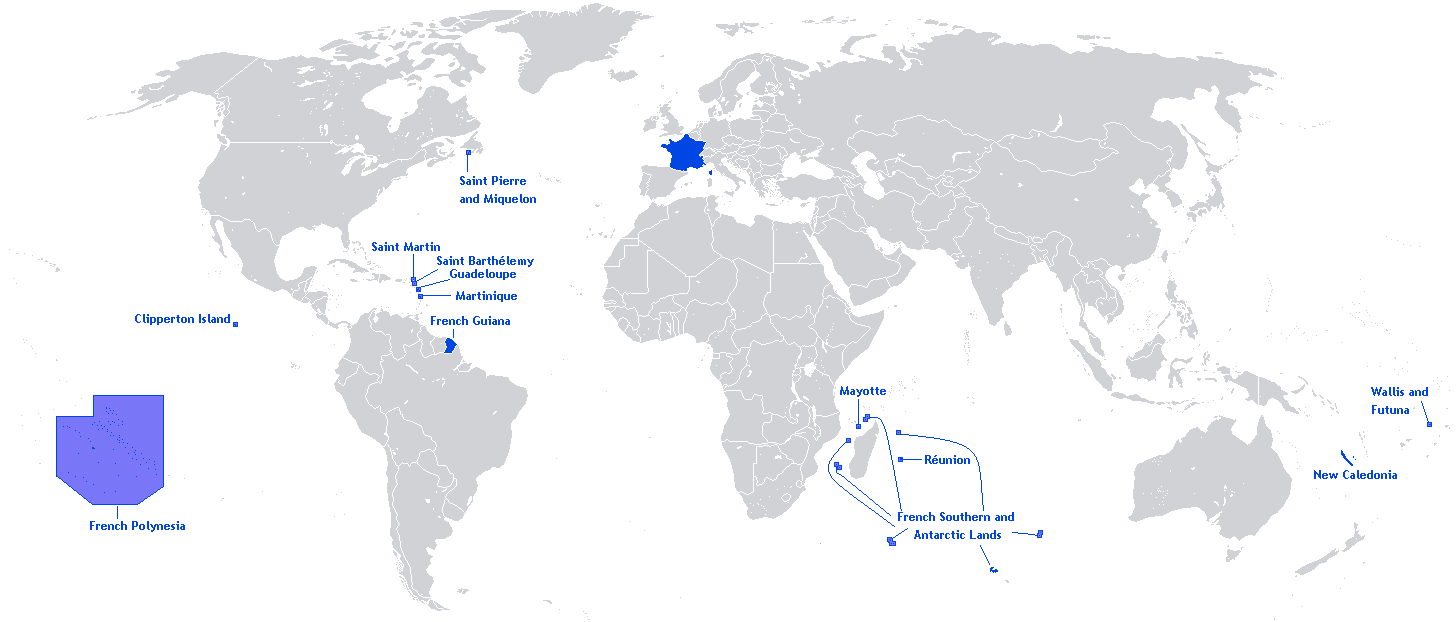
سرزمین فرانسه

تقسیمات کشوری

فرانسه کشوری در اروپای غربی با قسمت‌هایی جدا در خارج می‌باشد. متروپولیتن فرانسه از دریای مدیترانه به کانال مانش و دریای شمال، و راین (رود) به اقیانوس اطلس گسترده‌است. شکل آن یک ("شش‌ضلعی") است که اغلب در فرانسه به عنوان L'Hexagone نامیده می‌شود.
فرانسه با عنوان رسمی جمهوری فرانسه کشوری است واقع در اروپای غربی. پایتخت این کشور پاریس و زبان رسمی آن فرانسوی است. جمعیت کشور فرانسه ۶۵ میلیون نفر و واحد پول آن یورو است.
فرانسه بزرگ‌ترین کشور اروپای غربی و بعد از اوکراین دومین کشور بزرگ قاره اروپا است. این کشور با کشورهای بلژیک، لوکزامبورگ، آلمان، سوئیس، ایتالیا، موناکو، آندورا و اسپانیا مرز زمینی مشترک دارد.
فرانسه یکی از اعضای مؤسس اتحادیه اروپا و سازمان ملل متحد است. این کشور همچنین عضو گروه جی ۸ و از اعضای دائم شورای امنیت سازمان ملل متحد و دارای حق وتو است. فرانسه یک کشور دارای تسلیحات هسته‌ای است.
آمار رسمی و تاییدشده‌ای دربارهٔ دین در کشور فرانسه وجود ندارد ولی نظرسنجی‌های انجام شده نشان می‌دهد که در بین فرانسوی‌های بین ۱۸ تا ۵۰ سال (جمعیتی حدود ۲۷ میلیون) ۱۱٫۵ میلیون نفر کاتولیک، ۲٫۱ میلیون نفر مسلمان، ۵۰۰ هزار نفر مسیحی کاتولیک، ۱۵۰ هزار نفر بودایی و ۱۲۵ هزار نفر یهودی در فرانسه زندگی می‌کنند و باقی مردم، بدون دین و لائیک هستند. فرانسه کشوری سکولار است.
طی ۵۰۰ سال گذشته فرانسه از قدرت‌های بزرگ فرهنگی، اقتصادی، و نظامی در جهان بوده و در اروپا و دیگر بخش‌های جهان نفوذ سیاسی داشته‌است. در خلال سده‌های ۱۷ و ۱۸ میلادی، فرانسه بخش‌هایی از شمال آفریقا و جنوب شرق آسیا را مستعمره خود ساخت و در سده نوزدهم و اوایل سده بیستم با گسترش مستعمراتش دومین امپراتوری بزرگ استعماری را در جهان تشکیل داد.

## مرجع عمومی
- نام رسمی کشور: فرانسه
- نام رسمی: جمهوری فرانسه
- ریشه‌شناسی: فرانسه
- رتبه‌بندی بین‌المللی فرانسه
- ایزو ۳۱۶۶-۱: FR, FRA, ۲۵۰
- ایزو ۳۱۶۶-۲: See ISO 3166-2:FR

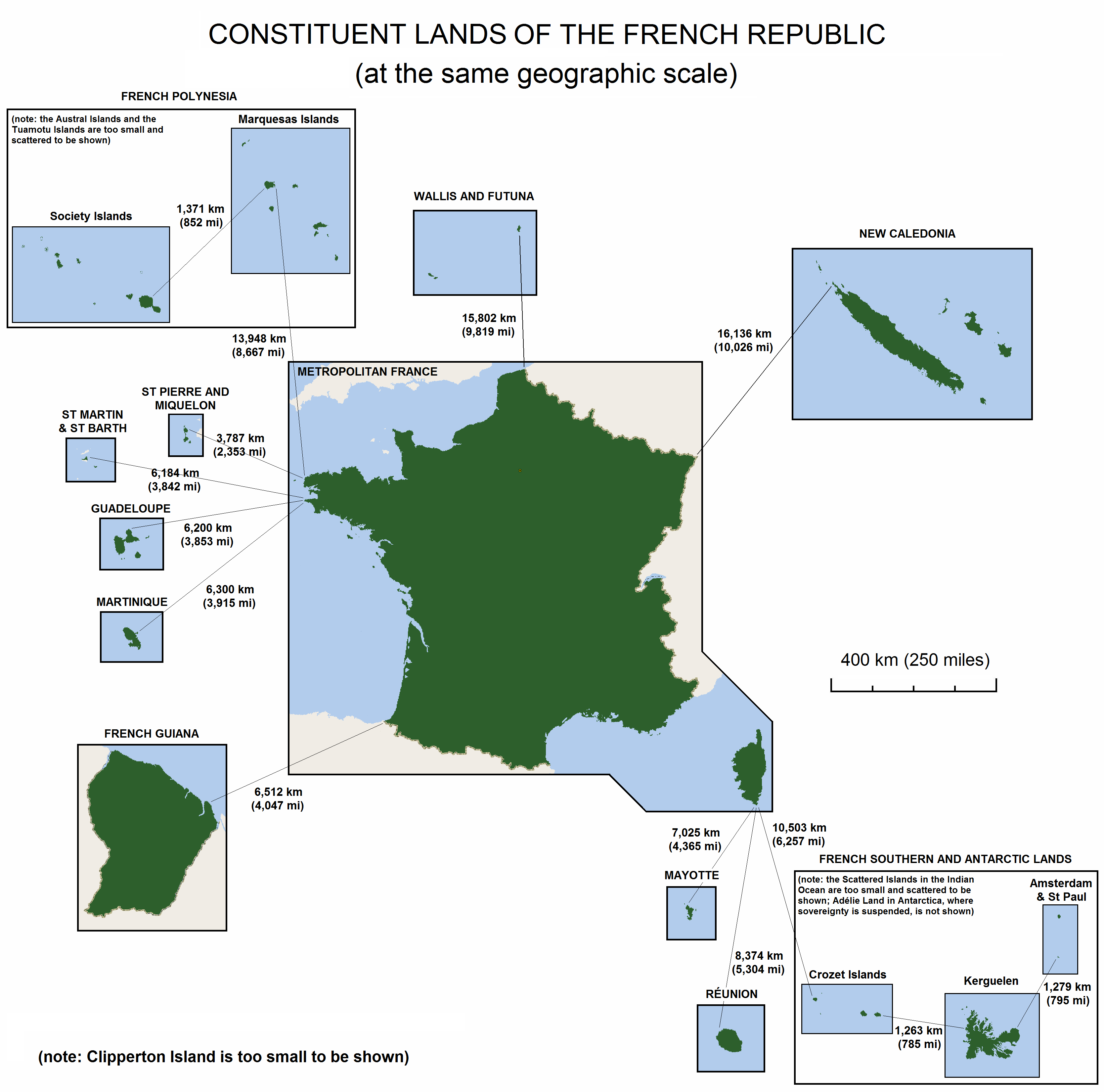
سرزمین‌های جمهوری فرانسه

- اینترنت دامنه سطح‌بالای کد کشوری: .fr

## جغرافیای فرانسه
- فرانسه است:
  - کشور
    - کشورهای توسعه‌یافته[۴]

  - کشور مستقل
    - فهرست کشورهای عضو اتحادیه اروپا
- مکان:

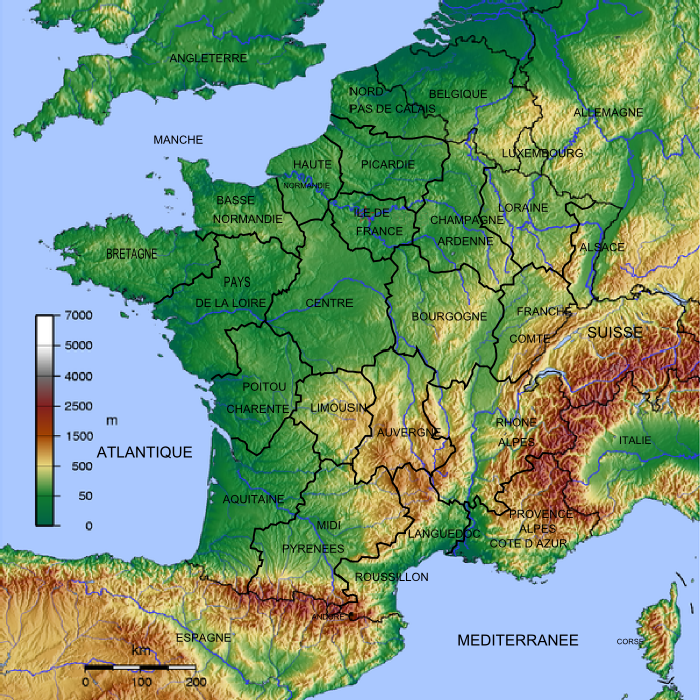
An enlargeable topographic map of Metropolitan France

  - نیم‌کره شمالی، در نصف‌النهار مبدأ
    - اوراسیا
      - اروپا
        - بیشتر در اروپای غربی

  - زمان در فرانسه
    - منطقه زمانی:
      - فرانک متروپولیتن – زمان اروپای مرکزی (یوتی‌سی ۱:۰۰+), زمان مرکزی تابستان اروپا (یوتی‌سی ۲:۰۰+)

  - نقاط فوق‌العاده فرانسه (شهرهای بزرگ)
    - شمال: دونکرک در دریای شمال
    - جنوب: پرپینان، در مرز اسپانیا
    - شرق: اگنو، در مرز آلمان
    - غرب: برست، در جنوب زمین (انگلستان)
    - بالا: مون بلان ۴٬۸۱۰ متر (۱۵٬۷۸۱ فوت) – بالاترین نقطه از اروپای غربی
    - پایین: Les Moëres −۲٫۵ متر (−۸ فوت)
- مرزهای زمینی: ۴۰۷۲ km (2529 mi)
  - فرانک متروپولیتن: ۲٬۸۸۹ km (1794 mi)

| اسپانیا 623 km · بلژیک 620 km · سوئیس 573 km | ایتالیا 488 km · آلمان 451 km · لوکزامبورگ 73 km | آندورا 57 km · موناکو 4 km |

- - گویان فرانسه: ۱٬۱۸۳ km

| برزیل 673 km | سورینام 510 km |  |

- خط ساحلی: ۴٬۶۶۸ km
  - فرانک متروپولیتن: ۳٬۴۲۷ km
  - سرزمین‌های خارج از کشور گنجانیده شده: ۱٬۲۴۱ km
- مردم فرانسوی: ۶۵٬۴۰۰٬۰۰۰ مردم (۲۰۱۰ تخمین) - فهرست کشورها بر پایه جمعیت
- مساحت فرانسه: ۶۷۴٬۸۴۳ کیلومتر مربع (۲۶۰٬۵۵۸ مایل مربع) - فهرست کشورها و مناطق بر پایه پهناوری
- اطلس فرانسه
- شهرداری‌های فرانسه

### محیط زیست فرانسه

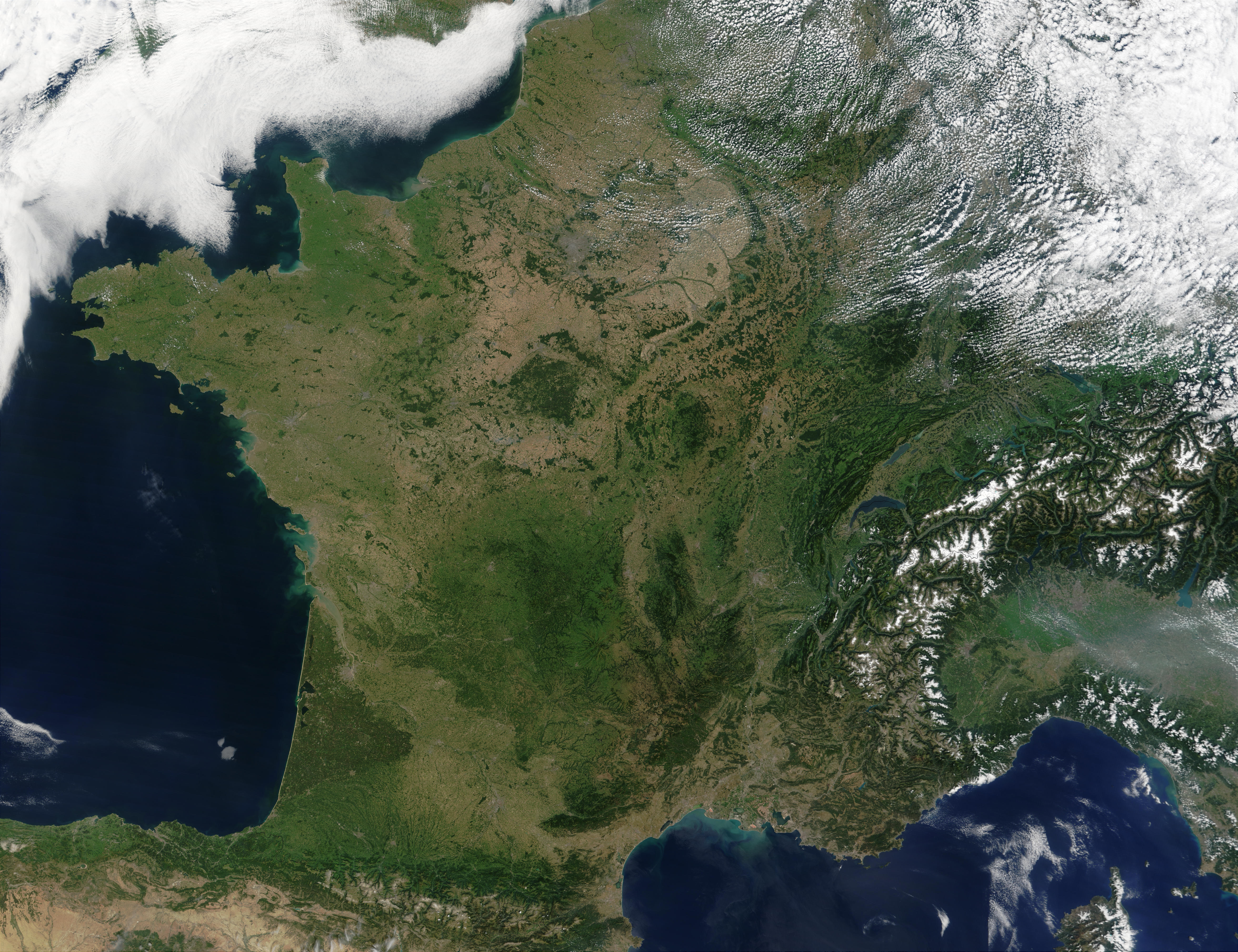
An enlargeable satellite image of Metropolitan France

- فرانسه
- اکولوژی فرانسه
  - انرژی‌های تجدید پذیر در فرانسه
- زمین‌شناسی از فرانسه
- پارک ملی فرانسه
- حیات وحش فرانسه
  - فلور فرانسه
    - فلور از رشته کوه‌های آلپ
- فون فرانسه
  -     - پرندگان فرانسه
    - پستانداران از فرانسه
    - نرم تنان غیر دریایی فرانسه

#### ویژگی‌های جغرافیایی فرانسه
- یخچال‌های طبیعی از فرانسه
- جزایر فرانسه
- دریاچه‌های فرانسه
- کوه‌های فرانسه
- کوه‌های آلپ فرانسه
- آتشفشان در فرانسه
- رودخانه‌های فرانسه
- دره‌های فرانسه

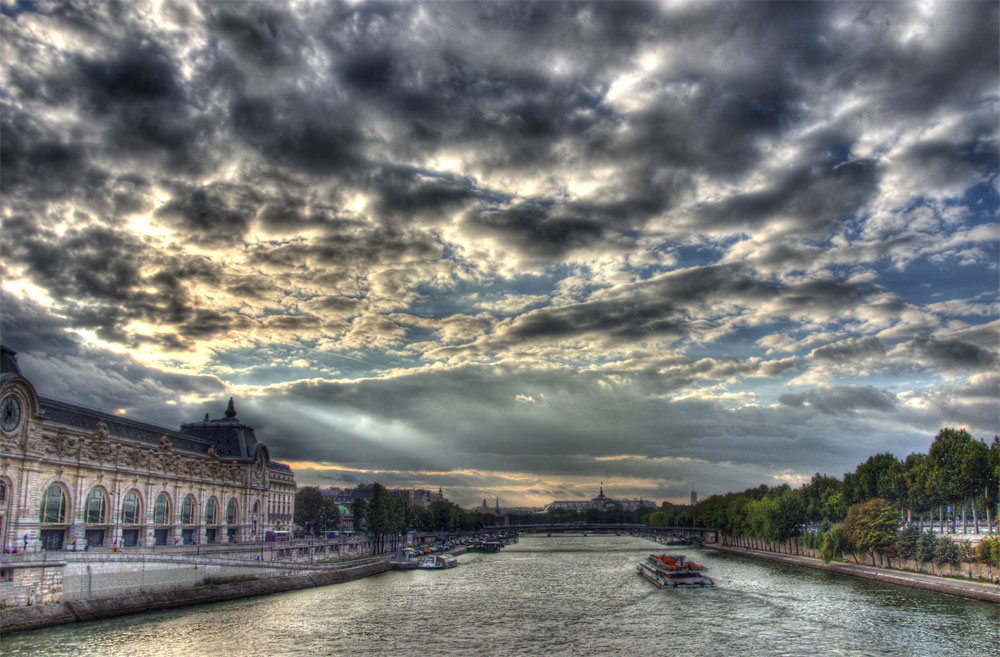
The Seine as seen from the Pont Royal

- فهرست میراث جهانی یونسکو (همچنین نگاه کنید به فهرست میراث جهانی یونسکو)

### مناطق فرانسه
«ناحیه‌های فرانسه» تقسیمات سیاسی فرانسه 
- متروپولیتن فرانسه (اروپای غربی)
- بخش‌های خارج از کشور و قلمرو فرانسه

#### تقسیمات کشوری فرانسه
نوشتار اصلی: تقسیمات فرانسه و ناحیه‌های فرانسه
- ناحیه‌های فرانسه
  - شهرستان‌های فرانسه
    - شهرداری‌های فرانسه

##### مناطق فرانسه (اداری)
فرانسه به ۲۲ ناحیه اداری تقسیم شده، ناحیه‌های فرانسه:

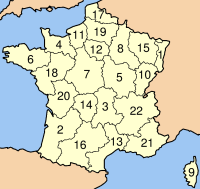
ناحیه‌های فرانسه.

| ۱. آلزاس ۲. ناحیه آکیتن ۳. اوورنی ۴. نرماندی سفلی ۵. بورگوین ۶. بریتنی ۷. سانتر (فرانسه) ۸. شامپاین-آردن ۹. جزیره کرس (منطقه ویژه) 1. فرانش-کنته 2. نورماندی علیا | 1. ایل-دو-فرانس 2. لانگدوک روسیون 3. لیموزین (فرانسه) 4. لورن 5. پیرنه میانه 6. نور-پا-دو-کاله 7. پیی دو لا لوآر 8. پیکاردی 9. پواتو-شرانت 10. پروانس آلپ-کوت دازور 11. رون-آلپ |

##### تقسیمات

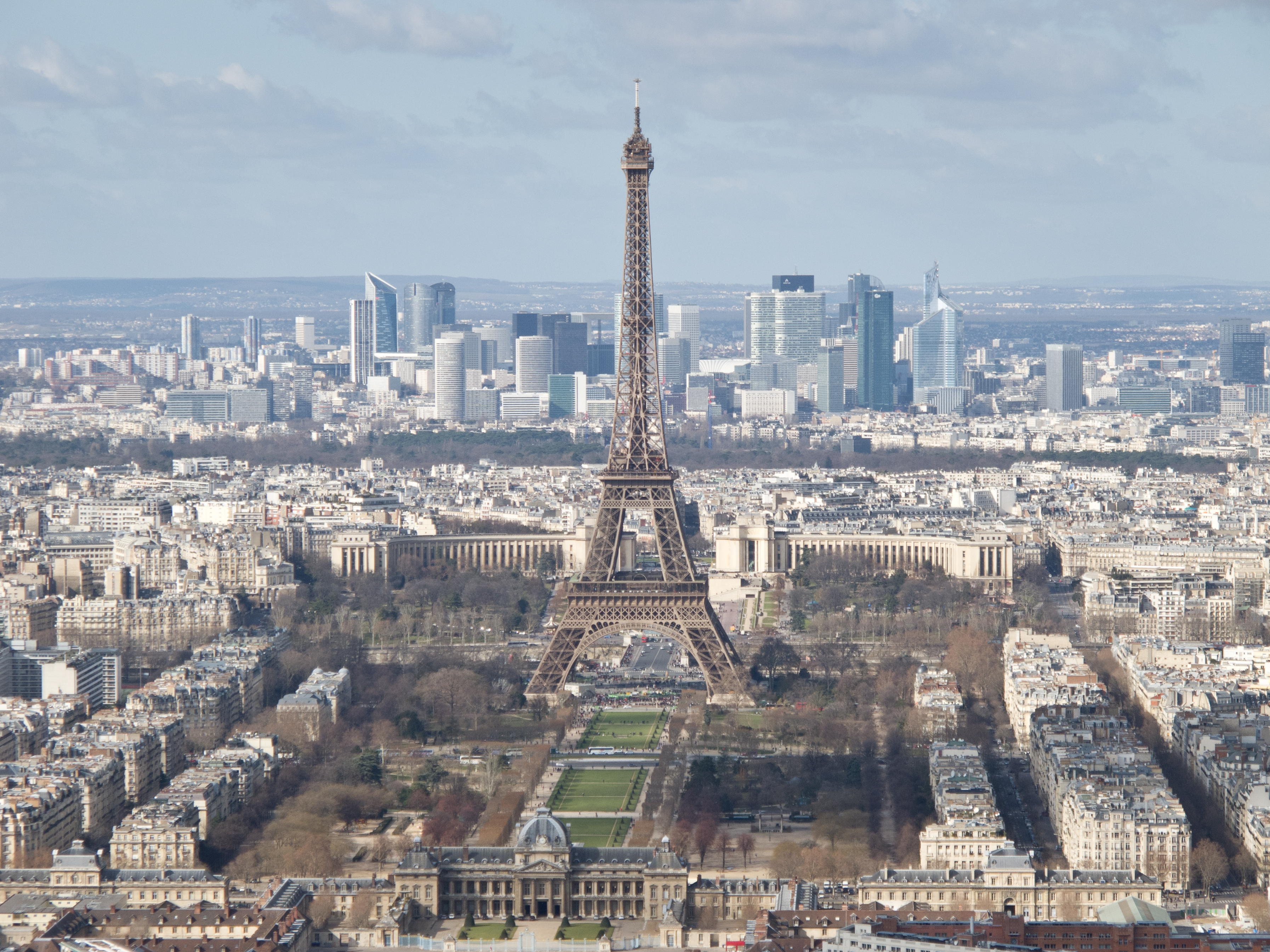
برج ایفل، با ارتفاع از پاریس در پس زمینه

بخش‌های فرانسوی تقریباً مشابه به زبان انگلیسی شهرستان.

بخش‌ها و مناطق فرانسه

| INSEE کد | آرم                            | بخش                 | ریاست                    |
| -------- | ------------------------------ | ------------------- | ------------------------ |
| ۰۱       | Coat of arms of département 01 | ان (فرانسه)         | بورگ-آن-برس              |
| ۰۲       | Coat of arms of département 02 | انه                 | لاون                     |
| ۰۳       | Coat of arms of département 03 | آلیه                | مولن، الیه               |
| ۰۴       | Coat of arms of département 04 | آلپ-دو-اوت-پرووانس  | دینی-له-بن               |
| ۰۵       | Coat of arms of département 05 | اوت-آلپ             | گپ، پروانس آلپ-کوت دازور |
| ۰۶       | Coat of arms of département 06 | آلپ-ماریتیم         | نیس                      |
| ۰۷       | Coat of arms of département 07 | آردش                | پریوا                    |
| ۰۸       | Coat of arms of département 08 | آردن                | شارلویل-مزیر             |
| ۰۹       | Coat of arms of département 09 | آرییژ               | فوآ                      |
| ۱۰       | Coat of arms of département 10 | اوب                 | تروای                    |
| ۱۱       | Coat of arms of département 11 | اود (فرانسه)        | کارکاسون                 |
| ۱۲       | Coat of arms of département 12 | آویرون              | ردز                      |
| ۱۳       | Coat of arms of département 13 | بوش دو رون          | مارسی                    |
| ۱۴       | Coat of arms of département 14 | کالوادوس            | کان (فرانسه)             |
| ۱۵       | Coat of arms of département 15 | کانتال              | اوریاک                   |
| ۱۶       | Coat of arms of département 16 | شارانت              | آنگولم                   |
| ۱۷       | Coat of arms of département 17 | شرانت-ماریتیم       | لا روشل                  |
| ۱۸       | Coat of arms of département 18 | شر (فرانسه)         | بورژ                     |
| ۱۹       | Coat of arms of département 19 | کورز                | Tulle                    |
| ۲A       | Coat of arms of Corsica        | کرس جنوبی           | آژاکسیو                  |
| ۲B       | Coat of arms of Corsica        | کرس شمالی           | باستیا                   |
| ۲۱       | Coat of arms of département 21 | کوت دور             | دیژون                    |
| ۲۲       | Coat of arms of département 22 | کوت-دارمور          | سن بریوک                 |
| ۲۳       | Coat of arms of département 23 | کروز                | ژوئر                     |
| ۲۴       | Coat of arms of département 24 | دوردون              | پقیگو                    |
| ۲۵       | Coat of arms of département 25 | دو (فرانسه)         | بزانسون                  |
| ۲۶       | Coat of arms of département 26 | دروم                | ولانس، دروم              |
| ۲۷       | Coat of arms of département 27 | شهرستان اور         | اورو                     |
| ۲۸       | Coat of arms of département 28 | اور-ا-لوآر          | شارتر                    |
| ۲۹       | Coat of arms of département 29 | فینیستر             | کویمپر                   |
| ۳۰       | Coat of arms of département 30 | گار                 | نیم                      |
| ۳۱       | Coat of arms of département 31 | اوت-گارون           | تولوز                    |
| ۳۲       | Coat of arms of département 32 | ژر                  | اش، فرانسه               |
| ۳۳       | Coat of arms of département 33 | ژیروند              | بوردو (فرانسه)           |
| ۳۴       | Coat of arms of département 34 | شهرستان ارو، فرانسه | مون‌پلیه                  |
| ۳۵       | Coat of arms of département 35 | ایل-ا-ویلن          | رن                       |
| ۳۶       | Coat of arms of département 36 | اندر (فرانسه)       | شاتورو                   |
| ۳۷       | Coat of arms of département 37 | اندر الوآر          | تور (فرانسه)             |
| ۳۸       | Coat of arms of département 38 | ایزر                | گرونوبل                  |
| ۳۹       | Coat of arms of département 39 | ژورا                | لنس-لو-سنیی              |
| ۴۰       | Coat of arms of département 40 | لاند                | مون-دو-مارسان            |
| ۴۱       | Coat of arms of département 41 | لوآر-ا-شر           | بلوآ                     |
| ۴۲       | Coat of arms of département 42 | لوار (رود)          | سن-اتین                  |
| ۴۳       | Coat of arms of département 43 | اوت-لوار            | لو پوی-آن-ولی            |
| ۴۴       |                                | لوآر-آتلانتیک       | نانت                     |
| ۴۵       | Coat of arms of département 45 | لوآره               | اورلئان                  |
| ۴۶       | Coat of arms of département 46 | لو                  | کئور                     |
| ۴۷       | Coat of arms of département 47 | لو-ا-گرون           | اژان                     |
| ۴۸       | Coat of arms of département 48 | لوزر                | Mende                    |
| ۴۹       | Coat of arms of département 49 | من-ا-لوآر           | آنژه                     |
| ۵۰       | Coat of arms of département 50 | مانش                | سن-لو                    |
| ۵۱       | Coat of arms of département 51 | مرن                 | شالون-آن-شامپاین         |
| ۵۲       | Coat of arms of département 52 | اوت-مارن            | شومون، اوت مارن          |
| ۵۳       | Coat of arms of département 53 | ماین                | لاوال                    |
| ۵۴       | Coat of arms of département 54 | مورت موزل           | نانسی                    |
| ۵۵       | Coat of arms of département 55 | موز (فرانسه)        | بار-لو-دوک               |
| ۵۶       | Coat of arms of département 56 | موربیان             | وان (فرانسه)             |
| ۵۷       | Coat of arms of département 57 | موزل                | متز                      |
| ۵۸       | Coat of arms of département 58 | نی‌یور               | نورس                     |
| ۵۹       | Coat of arms of département 59 | نور (فرانسه)        | لیل (فرانسه)             |
| ۶۰       | Coat of arms of département 60 | اوآز                | بووه                     |
| ۶۱       | Coat of arms of département 61 | اورن                | الانسون                  |
| ۶۲       | Coat of arms of département 62 | پا-دو-کاله          | آراس                     |
| ۶۳       | Coat of arms of département 63 | پوی ددوم            | کلرمون فران              |
| ۶۴       | Coat of arms of département 64 | پیرنه-آتلانتیک      | پو (فرانسه)              |
| ۶۵       | Coat of arms of département 65 | اوپیرنه             | تارب                     |
| ۶۶       | Coat of arms of département 66 | پیرنه اوریانتل      | پرپینان                  |
| ۶۷       | Coat of arms of département 67 | با-رن               | استراسبورگ               |
| ۶۸       | Coat of arms of département 68 | اوت-رن              | کولمر                    |
| ۶۹       | Coat of arms of département 69 | رون                 | لیون                     |
| ۷۰       | Coat of arms of département 70 | اوت-سئون            | وسول                     |
| ۷۱       | Coat of arms of département 71 | سون-ا-لوآر          | ماکن                     |
| ۷۲       | Coat of arms of département 72 | سرت (فرانسه)        | لو مان (فرانسه)          |
| ۷۳       | Coat of arms of département 73 | سووآ                | شامبری                   |
| ۷۴       | Coat of arms of département 74 | اوت سووآ            | انسی (فرانسه)            |
| ۷۵       | Coat of arms of département 75 | پاریس¹              | پاریس                    |
| ۷۶       | Coat of arms of département 76 | سن-ماریتیم          | روان (فرانسه)            |
| ۷۷       | Coat of arms of département 77 | سن-ا-مارن           | مولن                     |
| ۷۸       | Coat of arms of département 78 | ایولین²             | کاخ ورسای                |
| ۷۹       | Coat of arms of département 79 | دو-سور              | نیور                     |
| ۸۰       | Coat of arms of département 80 | سم (فرانسه)         | امیان                    |
| ۸۱       | Coat of arms of département 81 | تارن                | البی                     |
| ۸۲       | Coat of arms of département 82 | تارن-ا-گارون        | مونتوبان                 |
| ۸۳       | Coat of arms of département 83 | ور                  | تولون (فرانسه)           |
| ۸۴       | Coat of arms of département 84 | وکلوز               | اوینیون                  |
| ۸۵       | Coat of arms of département 85 | وانده               | لا روش-سور-یون           |
| ۸۶       | Coat of arms of département 86 | وین (فرانسه)        | پواتیه                   |
| ۸۷       | Coat of arms of département 87 | اوت-وین             | لیموژ                    |
| ۸۸       | Coat of arms of département 88 | ووژ (فرانسه)        | اپینال                   |
| ۸۹       | Coat of arms of département 89 | یون (فرانسه)        | اگزر                     |
| ۹۰       | Coat of arms of département 90 | تریتوآر دو بلفور    | بلفور                    |
| ۹۱       | Coat of arms of département 91 | اسون³               | آوری، اسون               |
| ۹۲       | Coat of arms of département 92 | او-دو-سن۴           | نانتر                    |
| ۹۳       | Coat of arms of département 93 | سن-سن-دونی۵         | بوبینی                   |
| ۹۴       | Coat of arms of département 94 | ول دو مرن           | کرتی                     |
| ۹۵       | Coat of arms of département 95 | ول-دوآز             | سرژی/پونتوآز۶            |
| ۹۷۱      | Coat of arms of Guadeloupe     | جزیره گوادلوپ۷      | باس-تر                   |
| ۹۷۲      | Coat of arms of Martinique     | مارتینیک۷           | فور-دو-فرانس             |
| ۹۷۳      | Coat of arms of Guyane         | گویان فرانسه۷       | کاین                     |
| ۹۷۴      | Coat of arms of Réunion        | رئونیون۷            | سن-دونی، رئونیون         |

##### شهرداری‌های فرانسه
- شهرهای فرانسه
  - پایتخت فرانسه: پاریس - همچنین بزرگترین شهر در فرانسه، با بیش از ۲٬۰۰۰٬۰۰۰ نفر جمعیت
  - استراسبورگ - صندلی رسمی پارلمان اروپا
  - لیون -پایتخت ابریشم جهان و محل ستاد پلیس بین‌الملل و یورونیوز
  - مارسی - بزرگترین بندر تجارت فرانسه

### همسایگان
متروپولیتن فرانسه هم‌مرز است:
- بلژیک
- لوکزامبورگ
- آلمان
- سوئیس
- ایتالیا
- موناکو
- آندورا
- اسپانیا

فرانسه نیز در ارتباط است:

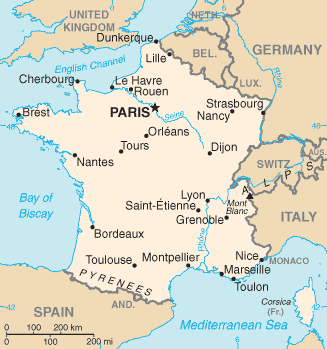
نقشه فرانسه و همسایگان آن

- بریتانیا (توسط تونل مانش، که می‌گذرد زیر کانال مانش)

سرزمین‌های آن سوی دریاهای فرانسه هم‌مرز با:
- برزیل (هم‌مرزگویان فرانسه)
- سورینام (هم‌مرزگویان فرانسه)
- آنتیل هلند (هم‌مرزسنت مارتین فرانسه)

## دولت و سیاست‌های فرانسه
نوشتار اصلی: دولت فرانسه و سیاست فرانسه
- دولت: حکومت متمرکز نیمه ریاست جمهوری جمهوری
- پایتخت فرانسه: پاریس
- شورای قانون اساسی فرانسه
- انتخابات در فرانسه
  - انتخابات ریاست جمهوری فرانسه: ۱۸۴۸ - ۱۹۵۸ - ۱۹۶۵ - ۱۹۶۹ - ۱۹۷۴ - ۱۹۸۱ - ۱۹۸۸ - ۱۹۹۵ - ۲۰۰۲ - انتخابات ریاست‌جمهوری فرانسه (۲۰۰۷)
  - انتخابات پارلمانی فرانسه: ۱۷۹۵ - ۱۷۹۸ - ۱۸۱۵ - ۱۸۱۶ - ۱۸۲۰ - ۱۸۲۴ - ۱۸۲۷ - ۱۸۳۰ - ۱۸۳۱ - ۱۸۳۴ - ۱۸۳۷ - ۱۸۳۹ - ۱۸۴۲ - ۱۸۴۶ - ۱۸۴۸ - ۱۸۴۹ - ۱۸۵۲ - ۱۸۵۷ - ۱۸۶۳ - ۱۸۶۹ - ۱۸۷۱ (بهمن) - ۱۸۷۱ (مرداد) - ۱۸۷۶ - ۱۸۷۷ - ۱۸۸۱ - ۱۸۸۵ - ۱۸۸۹ - ۱۸۹۳ - ۱۸۹۸ - ۱۹۰۲ - ۱۹۰۶ - ۱۹۱۰ - ۱۹۱۴ - ۱۹۱۹ - ۱۹۲۴ - ۱۹۲۸ - ۱۹۳۲ - ۱۹۳۶ - ۱۹۴۵ - ۱۹۴۶ (ژوئن) - ۱۹۴۶ (نوامبر) - ۱۹۵۱ - ۱۹۵۶ - ۱۹۵۸ - ۱۹۶۲ - ۱۹۶۷ - ۱۹۶۸ - ۱۹۷۳ - ۱۹۷۸ - ۱۹۸۱ - ۱۹۸۶ - ۱۹۸۸ - ۱۹۹۳ - ۱۹۹۷ - ۲۰۰۲ - ۲۰۰۷
  - فرانسوی همه‌پرسی: ۱۷۹۳ - ۱۷۹۵ - ۱۸۰۰ - ۱۸۰۲ - ۱۸۰۴ - ۱۸۱۵ - ۱۸۵۱ - ۱۸۵۲ - ۱۸۷۰ - ۱۹۴۵ - ۱۹۴۶ (مه) - ۱۹۴۶ (اکتبر) - ۱۹۵۸ - ۱۹۶۱ - ۱۹۶۲ (ژوئن) - ۱۹۶۲ (اکتبر) - ۱۹۶۹ - ۱۹۷۲ - ۱۹۸۸ - ۱۹۹۲ - ۲۰۰۰ - ۲۰۰۵
- فمینیسم در فرانسه
- روابط خارجه فرانسه
- لیبرالیسم و رادیکالیسم در فرانسه
- احزاب سیاسی در فرانسه
- رسوایی سیاسی فرانسه
- مالیات در فرانسه

### شعب دولت فرانسه

#### شاخه اجرایی
امانوئل مکرون، در حال حاضر رئیس‌جمهور فرانسه
- رئیس دولت: رئیس‌جمهوری فرانسه
- دولت  (کابینه وزیران‌ها)
  - رئیس دولت: نخست‌وزیر فرانسه
  - وزیر امور خارجه
  - وزیر کشور
  - وزیر فرانسه در خارج از کشور
  - وزارت محیط زیست، توسعه پایدار، ترابری و مسکن
  - وزیر حمل و نقل
  - وزیر فواید عامه
  - وزیر اقتصاد، امور مالی و صنعت
  - وزیر دفاع
  - وزیر دادگستری
  - وزیر آموزش و پرورش ملی
  - وزیر آموزش و پرورش و تحقیقات عالی
  - وزیر فرهنگ و ارشاد اسلامی
  - وزیر کشاورزی
  - وزیر گردشگری
  - وزیر دریا
  - وزیر بهداشت و درمان
  - وزیر امور جوانان و ورزش
  - وزیر بودجه، حسابداری عمومی و کارمندان دولت
  - وزیر مهاجرت، یکپارچه سازی، هویت ملی و شرکت توسعه
  - وزیر امور اجتماعی
  - وزیر مسکن

#### قوه مقننه
- پارلمان فرانسه (پارلمان) (همچنین نگاه کنید به: کنگره فرانسه)
  - مجمع ملی فرانسه ( نشست ملی)
  - سنای فرانسه ( مجلس سنا)
- اقتصادی فرانسه و شورای اجتماعی (مجلس مشورتی)

#### شعبه قضایی
- شورای قانون اساسی فرانسه

### روابط خارجه فرانسه
- فرانسه فهرست کشورهای دارای جنگ‌افزار هسته‌ای

#### عضویت در سازمان بین‌المللی
جمهوری فرانسه عضو است:
- بانک توسعه گروه آفریقا (AfDB) (عضو nonregional)
- اتحادیه آفریقا / سازمان عمل هیبرید سازمان ملل در دارفور (UNAMID)
- شورای قطب شمال (ناظر)
- بانک توسعه آسیایی (ADB) (عضو nonregional)
- استرالیا گروه
- بانک تسویه حسابهای بینالمللی (BIS)
- دریای سیاه همکاری‌های اقتصادی منطقه (BSEC) (ناظر)
- کنفرانس پاریس وزارتخانه پردازنده مالی پردازنده می‌پردازد د لا فرانک منطقه (FZ)
- شورای اروپا (CE)
- شورای ایالات دریای بالتیک از] (CBSS) (ناظر)
- بانک توسعه کشورهای آفریقای مرکزی (BDEAC)
- اقتصادی و پولی اتحادیه (EMU)
- اروپا و اقیانوس اطلس شورای همکاری (EAPC)
- بانک اروپایی برای بازسازی و توسعه (EBRD)
- بانک سرمایه‌گذاری اروپا (EIB)
- سرن (CERN)
- سازمان فضایی اروپا (ESA)
- اتحادیه اروپا (EU)
- فائو (FAO)
- گروه پنج (G5)
- گروه هشت (G7)
- گروه هشت (G8)
- گروه ده (G10)
- گروه ۲۰ (G20)
- کمیسیون اقیانوس هند (کمیته ملی المپیک عراق)
- بانک توسعه بین آمریکایی (IADB)
- آژانس بین‌المللی انرژی اتمی (IAEA)
- بانک بین‌المللی بازسازی و توسعه (IBRD)
- اتاق بازرگانی بین‌المللی (ICC)
- ایکائو (ICAO)
- دیوان بین‌المللی کیفری (ICCt)
- پلیس بین‌الملل (Interpol)
- انجمن توسعه بین‌الملل (IDA)
- آژانس بین‌المللی انرژی (IEA)
- فدراسیون بین‌المللی صلیب سرخ و هلال احمر (IFRCS)
- مؤسسه مالی بین‌المللی (IFC)
- صندوق بین‌المللی توسعه کشاورزی (IFAD)
- سازمان آب‌نگاری بین‌المللی (IHO)
- سازمان بین‌المللی کار (ILO)
- سازمان بین‌المللی دریانوردی (IMO)
- سازمان بین‌المللی ماهواره موبایل (IMSO)
- صندوق بین‌المللی پول (IMF)
- کمیته بین‌المللی المپیک (IOC)
- سازمان بین‌المللی برای مهاجرت (IOM)
- سازمان بین‌المللی استانداردسازی (ISO)
- نهضت بین‌المللی صلیب سرخ و هلال احمر (ICRM)
- اتحادیه بین‌المللی مخابرات (ITU)
- سازمان بین‌المللی ارتباطات ماهواره‌ای (ITSO)
- تجارت بین‌المللی اتحادیه کنفدراسیون (آی تی یو سی)
- اتحادیه بین پارلمانی (IPU)
- آژانس چندجانبه تضمین سرمایه‌گذاری (MIGA)
- ناتو (NATO)
- آژانس انرژی هسته‌ای (NEA)
- تأمین کنندگان هسته‌ای گروه (NSG)
- فرانسه‌زبانی (OIF)
- سازمان همکاری اقتصادی و توسعه (OECD)
- سازمان امنیت و همکاری اروپا (OSCE)
- سازمان بازدارندگی از به‌کارگیری جنگ‌افزارهای شیمیایی (OPCW)
- سازمان کشورهای آمریکایی (OAS) (ناظر)
- جزایر اقیانوس آرام انجمن (PIF) (شریک)
- باشگاه پاریس
- دیوان دائمی داوری (PCA)
- کنوانسیون شنگن
- دبیرخانه جامعه اقیانوس آرام (SPC)
- ابتکار تعاونی جنوب شرقی اروپا (SECI) (ناظر)
- اتحادیه Latine
- سازمان ملل متحد (UN)
- آنکتاد (UNCTAD)
- یونسکو (UNESCO)
- کمیساریای عالی سازمان ملل برای پناهندگان (UNHCR)
- یونیدو (UNIDO)
- مؤسسه آموزش و تحقیقات سازمان ملل متحد (UNITAR)
- یونیفل (یونیفیل)
- مأموریت سازمان ملل متحد برای رفراندوم در صحرای غربی (MINURSO)
- مأموریت سازمان ملل متحد در لیبریا (UNMIL)
- مأموریت سازمان ملل متحد در جمهوری آفریقای مرکزی و چاد (MINURCAT)
- ناظر مأموریت سازمان ملل در گرجستان (UNOMIG)
- عملیات سازمان ملل متحد در ساحل عاج (UNOCI)
- مأموریت سازمان ملل متحد در جمهوری دموکراتیک کنگو (MONUC)
- امداد سازمان ملل متحد و آژانس کار برای آوارگان فلسطینی در خاور نزدیک (UNRWA)
- شورای امنیت سازمان ملل متحد (عضو دائم)
- تثبیت مأموریت سازمان ملل متحد در هائیتی (MINUSTAH)
- آتش‌بس نظارت سازمان ملل متحد (UNTSO)
- اتحادیه جهانی پست (UPU)
- غرب بانک توسعه آفریقا (WADB) (nonregional)
- اتحادیه اروپای غربی (WEU)
- کنفدراسیون جهانی کار (WCL)
- سازمان جهانی گمرک (WCO)
- فدراسیون جهانی اتحادیه‌های کارگری (WFTU)
- سازمان بهداشت جهانی (WHO)
- سازمان جهانی مالکیت فکری (WIPO)
- سازمان جهانی هواشناسی (WMO)
- سازمان جهانی گردشگری (UNWTO)
- سازمان تجارت جهانی (WTO)

### قانون فرانسه
نوشتار اصلی: قانون فرانسه
فرزندخواندگی در فرانسه
- مجازات اعدام در فرانسه
- سرشماری در فرانسه
- قانون اساسی فرانسه
- جرم در فرانسه
  - چند همسری در فرانسه

اجرای قانون در فرانسه
سازمان‌های اجرای قانون ملی **
- -     - پلیس ملی ( "پلیس ملی")

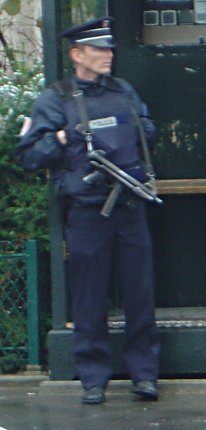
یک پلیس مسلح با مسلسل دستی آی پی، یک ایستگاه پلیس در پاریس

    - ژاندارمری ملی ( "ژاندارمری ملی")
- حقوق بشر در فرانسه
  - سانسور در جمهوری فرانسه
  - اعلامیه حقوق انسان و شهروند
  - قمار در فرانسه
  - حقوق همجنسگرایان در فرانسه
  - تن‌فروشی در فرانسه
  - استعمال دخانیات در فرانسه

#### قانون تاریخی
- کد ناپلئون

### نیروهای مسلح

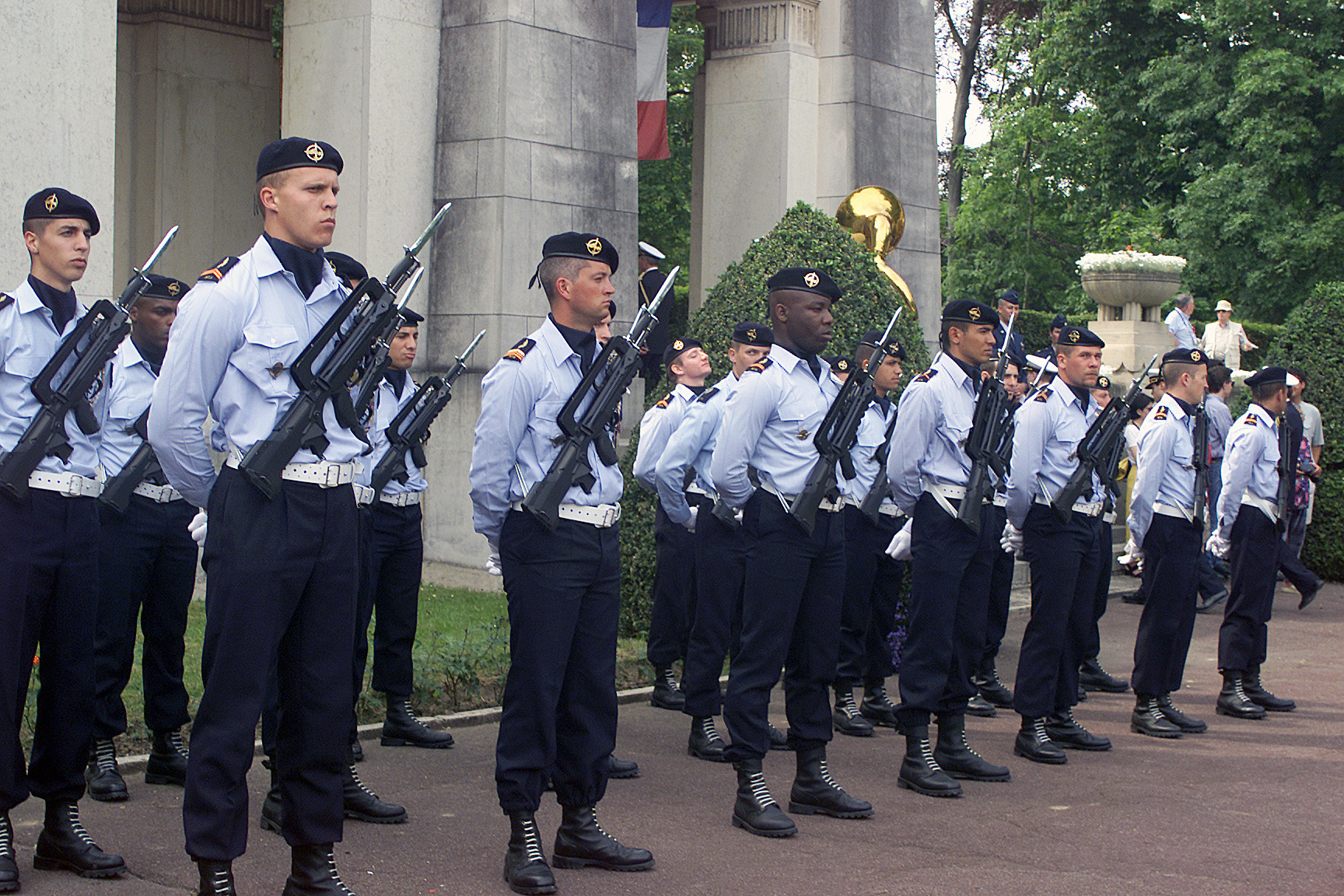
نیروهای مسلح فرانسوی، مسلح با FAMAS F۱ تفنگ، برای افتتاح مراسم روز یادبود در آرامگاه جوخه هوایی لافایت در پاریس، فرانسه در انتظار.

نوشتار اصلی: نیروهای مسلح فرانسه
- فرماندهی
  - فرمانده کل:
    - وزارت دفاع فرانسه
- نیروهای مسلح فرانسه
  - نیروی زمینی فرانسه (ارتش)
    - لژیون خارجی فرانسه
    - درجات در ارتش فرانسه

  - نیروی دریایی فرانسه (ملی دریایی)
    - درجات در نیروی دریایی فرانسه

  - نیروی هوایی فرانسه (نیروی هوایی)
  - ژاندارمری ملی (ژاندارمری ملی)
- تاریخ نظامی فرانسه

## تاریخ فرانسه
نوشتار اصلی: تاریخ فرانسه و گاهشمار تاریخ فرانسه

### موضوعات عمومی
- تشکیل سرزمینی فرانسه
- استان تاریخی فرانسه
- فرهنگ فرانسه
  - تاریخ هنر فرانسه
  - تاریخ ادبیات فرانسه
- تاریخ استعمارگری فرانسه
- جمعیت فرانسه
- تاریخ اقتصادی فرانسه
- پوزیشن‌های تاریخی و ارقام
- نخست وزیران فرانسه
  - پاسبان فرانسه
- تاریخ نظامی فرانسه

عبور ناپلئون از رشته کوه‌های آلپ، ژاک لویی داوید. پرتره ناپلئون بناپارت.

  - تاریخ نظامی فرانسه در طول جنگ جهانی دوم

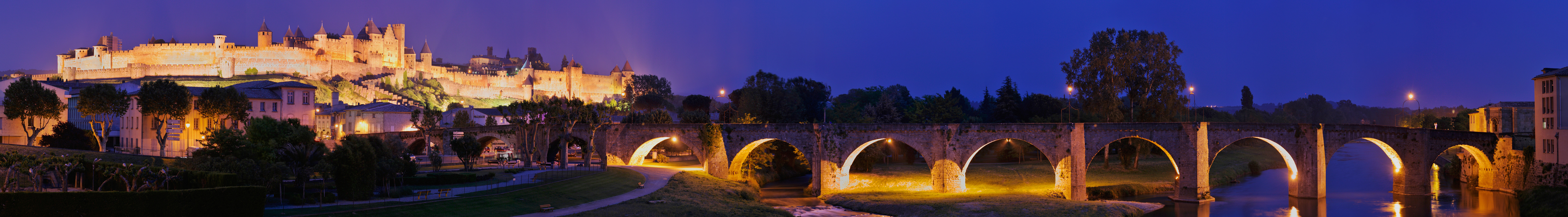
Fortified city of کارکاسون and the Pont Vieux crossing the Aude river.

### دوره‌ها
| - 'تاریخ باستان' - فرانسه پیش از تاریخ - سرزمین گل - گل روم (فرانسه) - فرانک‌ها - مروونژی‌ها - فرانسه در قرون وسطی - کارولنژی‌ها - دودمان والواها - فرانسه در آغاز دوره مدرن (۱۴۹۲–۱۷۹۲) - دودمان والواها - دودمان والواها - دودمان بوربون - انقلاب فرانسه | - فرانسه در سده نوزدهم - جمهوری اول فرانسه - مجمع ملی فرانسه - دیرکتوار - دوران ناپلئون (جدول زمانی) - کنسول‌های فرانسه - امپراتوری اول فرانسه - بازگشت بوربون‌ها به سلطنت فرانسه - انقلاب ۱۸۳۰ - سلطنت ژوئیه فرانسه - ۱۸۴۸ انقلاب - جمهوری دوم فرانسه - امپراتوری دوم فرانسه - جمهوری سوم فرانسه - کمون پاریس (۱۸۷۱) - فرانسه در دوران مدرن - رکود بزرگ در فرانسه - فرانسه ویشی - دولت موقت (۱۹۴۴–۱۹۴۶) - جمهوری چهارم فرانسه - جمهوری پنجم فرانسه | شارل دو گل جنگ جهانی دوم، جمهوری چهارم فرانسه، جمهوری پنجم فرانسه. |

## فرهنگ در فرانسه
نوشتار اصلی: فرهنگ فرانسه
- معماری فرانسه
  - قصر سلطنتی در فرانسه
- قلعه‌ها در فرانسه
  - کلیساهای جامع در فرانسه
- فانوس دریایی در فرانسه
- قصر در فرانسه
- تاریخ هنر فرانسه
  - تاریخ ادبیات فرانسه
  - موسیقی فرانسه
  - تئاتر در فرانسه
- آشپزی از فرانسه
- زبان فرانسه
- رسانه‌ها در فرانسه
  - سینمای فرانسه
  - تلویزیون در فرانسه
- اسطوره‌شناسی در فرانسه
- نمادهای ملی فرانسه
  - نشان ملی فرانسه
  - پرچم فرانسه
  - سرود ملی فرانسه
- مردم فرانسوی
  - اقلیت‌های قومی در فرانسه
    - آمریکایی‌های فرانسه
    - چینی‌های فرانسه
    - کره‌ای‌های فرانسه
    - ترک‌های فرانسه
- تعطیلات عمومی در فرانسه
- نژادپرستی در فرانسه
- مذهب و عقیده سیستم در فرانسه
  - مذهب در فرانسه
    - آیین هندو در فرانسه
    - بودیسم در فرانسه
    - مسیحیت در فرانسه
      - پروتستان در فرانسه
      - ارتدکس در فرانسه
      - کلیسای کاتولیک رم در فرانسه

    - آیین هندو در فرانسه
    - اسلام در فرانسه
    - یهودیت در فرانسه
    - ساینتولوژی در فرانسه
    - آیین سیک در فرانسه

  - سیستم‌های اعتقاد
    - تحصیل در فرانسه

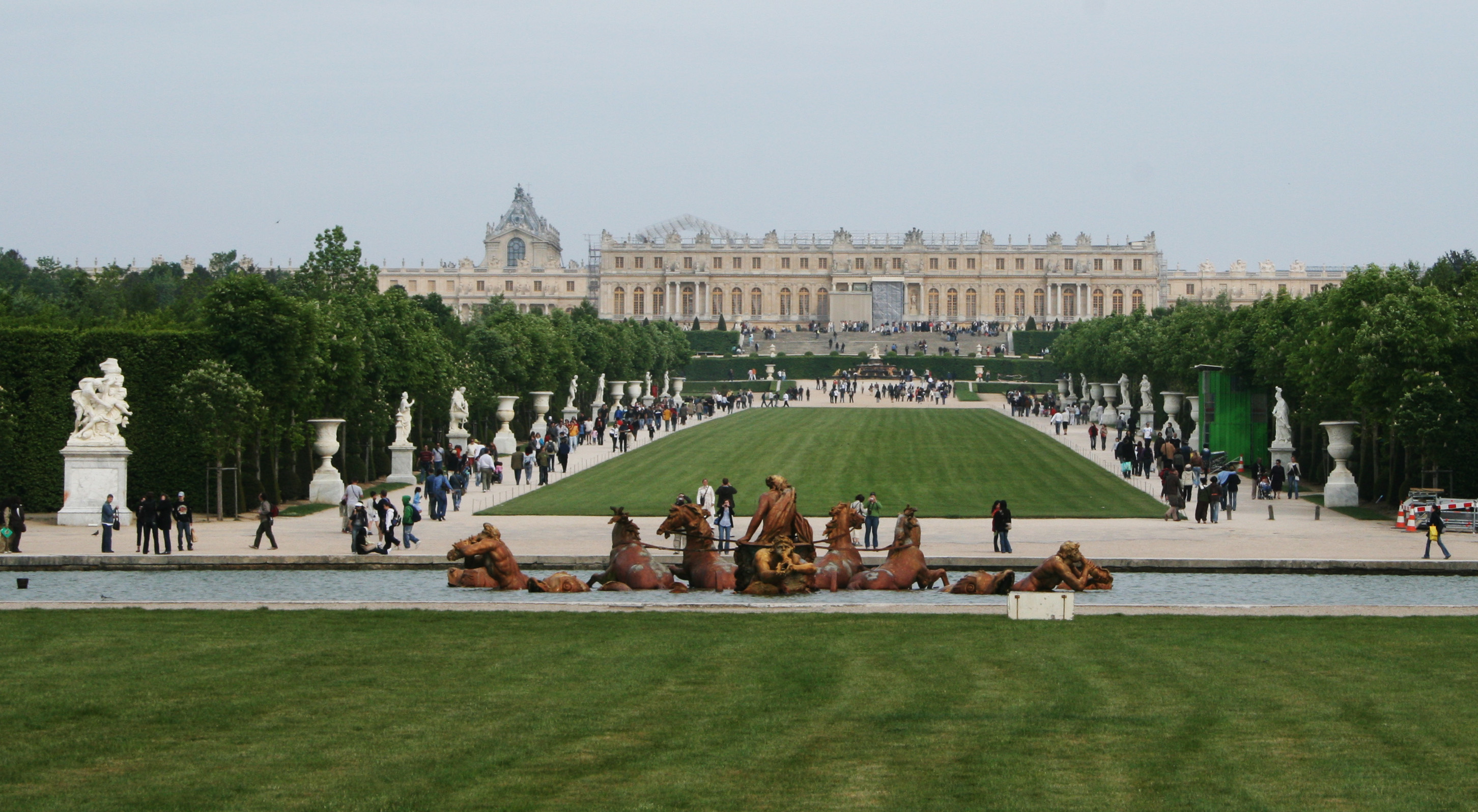
کاخ ورسای

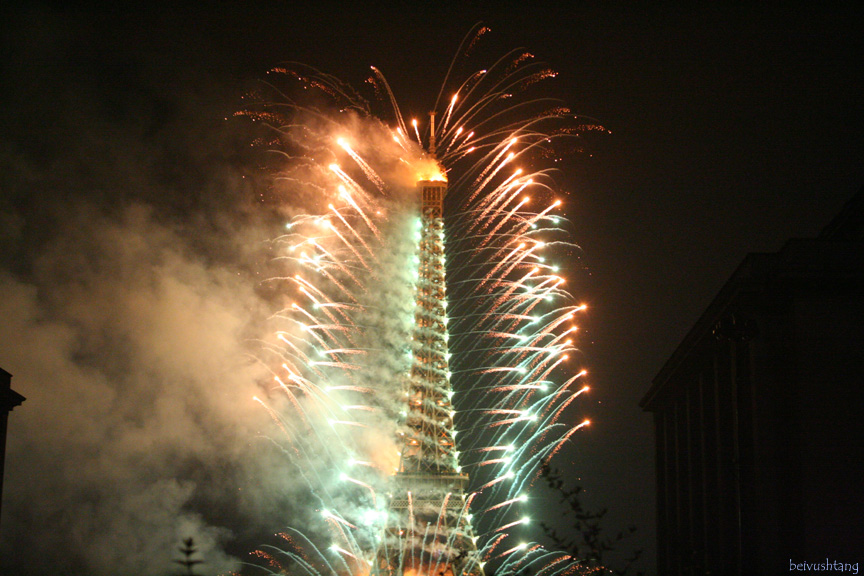
برج ایفل on جشن ملی فرانسه

The موزه لوور Museum, in Paris, is home to many of the world's greatest masterpieces of art, including the مونالیزا.

    - دین ستیزی و الحاد در فرانسه است.
- سراغ و راهنما در فرانسه
- فهرست میراث جهانی یونسکو (همچنین ببینید فهرست میراث جهانی یونسکو)

### ورزش در فرانسه
نوشتار اصلی: ورزش در فرانسه
مقالات ورزشی خاص به فرانسه:
- فوتبال در فرانسه

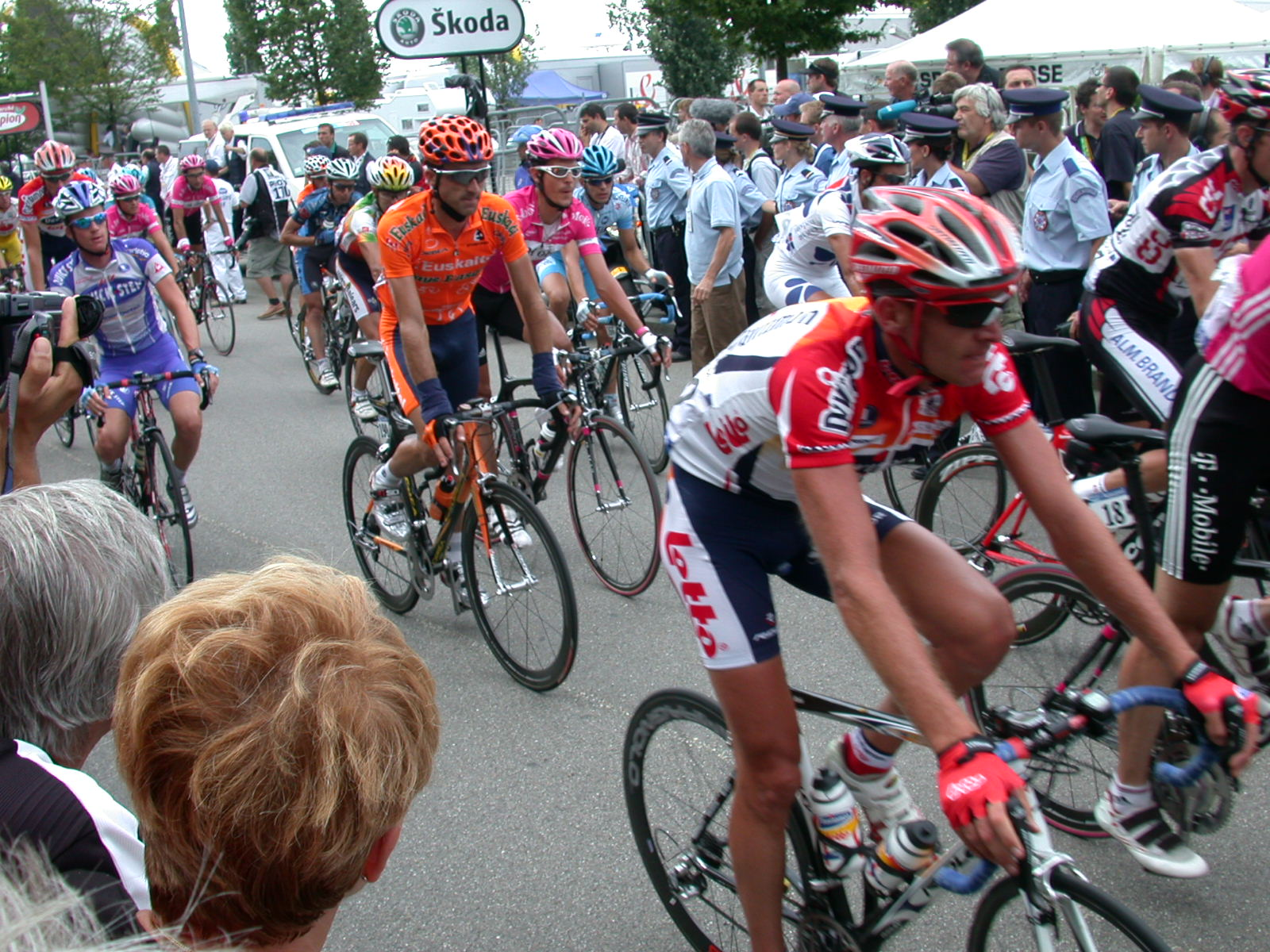
Tour de France 2005: Arrival in Mulhouse from Gérardmer

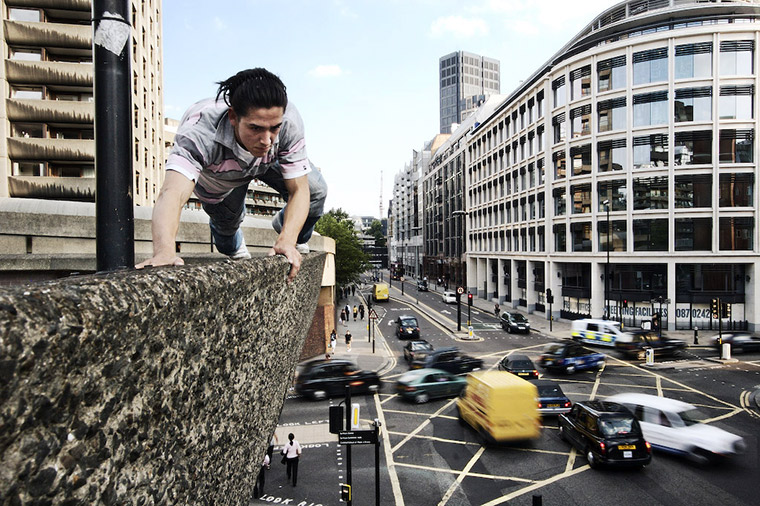
A traceur - a practitioner of parkour - performs an پارکور (cat balance).

- فرانسه در بازی‌های المپیک: بازیهای المپیک مدرن در فرانسه، در سال ۱۸۹۴ ابداع شد.
- جایزه بزرگ فرانسه

آزاد فرانسه
- پارکور
- راگبی در فرانسه
  - اتحادیه راگبی در فرانسه
  - لیگ راگبی در فرانسه
- تور دو فرانس

## اقتصاد و زیرساخت‌های فرانسه
نوشتار اصلی: اقتصاد فرانسه

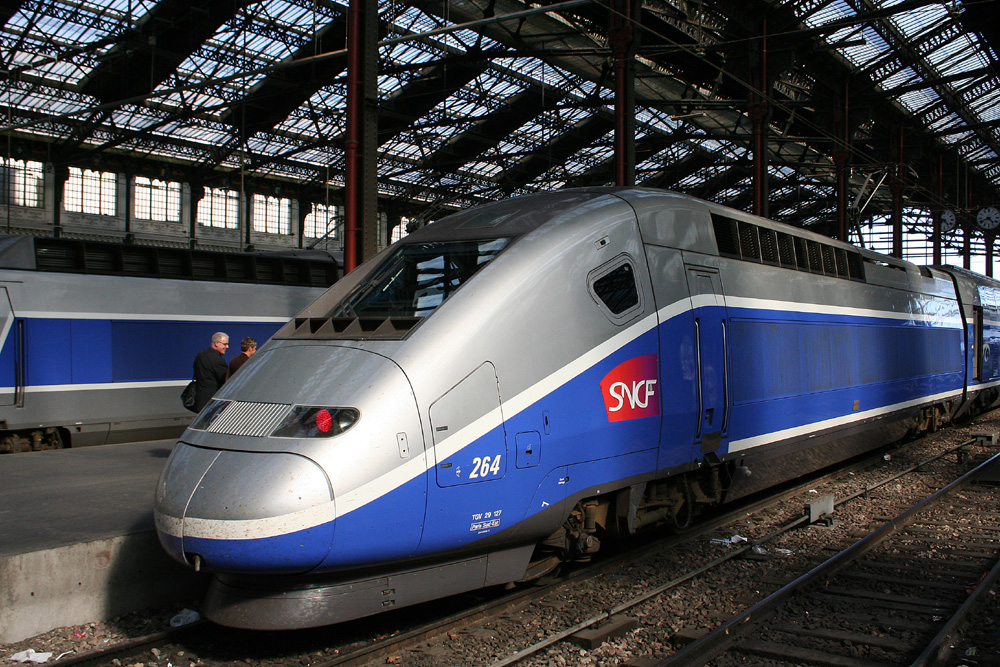
ت ژ و Duplex in Paris, Gare de Lyon. TVG stands for train à grande vitesse, which is زبان فرانسوی for "train of great speed"), and is the name of France's قطار تندرو service.

فرانسه پر بازدیدترین کشور در جهان است، بیش از ۷۹ میلیون گردشگر خارجی در سال (از جمله بازدید کنندگان کسب و کار، بدون در نظر گرفتن افرادی که کمتر از ۲۴ ساعت در فرانسه می‌ماندند).
|                |  |            |
| Euro banknotes |  | Euro coins |

- رتبه اقتصادی
  - فهرست کشورها بر پایه تولید ناخالص داخلی: ۶ام (ششم)
  - فهرست کشورها بر پایه تولید ناخالص داخلی (برابری قدرت خرید): ۸ام (هشتم)
- کشاورزی در فرانسه
- بانکداری در فرانسه
- ارتباطات در فرانسه
- روزنامه‌ها در فرانسه
  - رادیو در فرانسه
  - ارتباطات در فرانسه
    - فرانسه
    - تلویزیون در فرانسه
- شرکت فرانسه
- یکای پول: یورو
  - ایزو ۴۲۱۷: یورو
- تاریخ اقتصادی فرانسه
- انرژی در فرانسه
  - قدرت هسته‌ای در فرانسه
  - انرژی‌های تجدید پذیر در فرانسه
- مراقبت‌های بهداشتی در فرانسه
  - خدمات اورژانس پزشکی در فرانسه
- فقر در فرانسه
- گردشگری در فرانسه
- حمل و نقل در فرانسه
  - فهرست فرودگاه‌های فرانسه
  - سیستم بزرگراه فرانسه
  - حمل و نقل ریلی در فرانسه
    - ترامواها در فرانسه
- تأمین آب و بهداشت در فرانسه

## آموزش و پرورش در فرانسه
نوشتار اصلی: آموزش و پرورش در فرانسه
سه مرحله از فرایند آموزش و پرورش در فرانسه:
- تحصیلات ابتدایی ( آموزش و پرورش ابتدایی)
- آموزش و پرورش متوسطه ( آموزش متوسطه)
  - کالج - برای چهار سال اول آموزش متوسطه از سن از ۱۱ به ۱۵
  - مدارس - ارائه یک دوره سه ساله آموزش متوسطه بیشتر برای کودکان بین سنین ۱۵ و ۱۸ سال، که در طی آن دانش آموزان آماده می‌شوند برای باکالوریا (معمولا به عنوان لو باک نامیده می‌شود).
- آموزش عالی
  - دانشکده‌ها و دانشگاه‌ها در فرانسه
    - دانشگاه‌های دولتی فرانسه

  - کالج

## بهداشت در فرانسه
- چاقی در فرانسه

## همچنین نگاه کنید به
- فهرست کشورهای عضو اتحادیه اروپا
- گروه ۲۰
- کشورهای عضو سازمان پیمان آتلانتیک شمالی
- فهرست کشورهای عضو سازمان ملل متحد
- نمای کلی اروپا
- نمای کلی جغرافیا